# Edmond de Pury
Pour les articles homonymes, voir de Pury.
Edmond-Jean de Pury, né à Neuchâtel en 1845 et mort à Lausanne en 1911, est un peintre, graveur et caricaturiste suisse.

## Biographie
Issu d'une famille noble et fortunée, Edmond de Pury naît à Neuchâtel en 1845. Grâce au capital économique de sa famille, il se consacre à la peinture sans aucune pression financière. De 1863 à 1867, il se forme dans l'atelier parisien de Charles Gleyre, puis, dès 1868, à l'École des beaux-arts de Paris. Lors de sa formation artistique, il côtoie, entre autres, Jean-Léon Gérôme, Jean-Louis Hamon, Auguste Renoir, Émile David, Claude Monet, Frédéric Bazille et Alfred Sisley.
La carrière d'Edmond de Pury est aussi fortement marquée par le décès de son jeune fils Raoul, en 1881. Ce deuil le pousse à persévérer dans la thématique juvénile qui lui est habituelle.
Edmond de Pury voyage fréquemment en Italie ; à Rome, Capri et Venise pour parfaire son éducation artistique et peindre les paysages locaux et leurs couleurs. Dès 1885, il s'installe à Venise où il séjourne durant l'été. C'est durant cette période qu'il commence à peindre ses sujets pittoresques italiens. Il passe ses hivers à Neuchâtel.
En 1889, il gagne une médaille lors de l'Exposition Universelle,.
De Pury meurt à Lausanne le 7 novembre 1911.

## Œuvres
Sa production picturale se divise en deux grands axes : des portraits et scènes de la vie mondaine romande et internationale, et des scènes de genre italiennes avec des thématiques populaires et enfantines.
Edmond de Pury est connu pour ses portraits de personnalités de Suisse romande et internationales. Il peint notamment le portrait du compositeur Richard Wagner deux ans avant sa mort.
En marge de ses portraits mondains, Edmond de Pury travaille sur des sujets pittoresques italiens, inaugurée par son compatriote Léopold Robert au début du XIXe siècle. Alors que Léopold Robert donne une certaine dimension dramatique, proche de la peinture d'histoire, à ces sujets, de Pury se rapproche plus du caractère naturel et sentimental des œuvres paysannes d'Albert Anker.

## Réception critique
Ses œuvres furent parfois critiquées pour leur flegme bourgeois, loin de la dure réalité de l'époque. Philippe Godet dit de son travail :

« Lui ferions-nous tort en disant que quelque chose, dans ses toiles, nous laisse insatisfait. Nous voudrions voir ce talent au service d'une grande idée ; il semble qu'il bannisse encore cette préoccupation ; elle est cependant la source de la grande peinture, pour laquelle il est si merveilleusement doué. »